# Schița monografică a Sălagiului
Schița monografică a Sălagiului este o carte despre Comitatul Sălaj, editată de Dr. Dionisie Stoica și Ioan P. Lazăr. 
Cartea a fost scrisă și a apărut în 1908, la scurt timp înaintea Serbărilor Astrei de la Șimleu, desfășurate în perioada 6-9 august 1908. Comitetul care a organizat serbările la care au participat 380 de invitați a fost format din următoarele persoane: Ioan P. Lazăr, președinte, Coriolan Meseșian și Dionisie Stoica, secretari. 
La conferința fruntașilor sălăjeni desfășurată pe 19 martie 1908 s-a decis ca Asociația Transilvană pentru Literatura Română și Cultura Poporului Român să fie invitată a-și ține adunarea generală la Șimleu. Acesta este și momentul la care autorii au declarat în introducerea datată "Șimleu, la Rusalii, 1908" că au decis să editeze cartea. Printre contributorii la realizarea volumului de 331 pagini s-au aflat: Victor Russu, Grațian Flonta, Gavriil Trif, Teofil Dosa, Carol Torma. Cele șase volume din "Szilágy vármegye monográfiája" a lui Petri Mór au constituit un material bibliografic.

Prima parte a cărții tratează principalele caracteristici ale istoriei comunității romanești din Comitatul Sălaj. În continuare sunt trecute în revistă toate comunitățile din Sălaj, precum în acest exemplu: "Lompirt (ung. Lompért, pretura Șimleu) este sat unguresc. Suflete românești sunt 244, toate de religiunea gr. cat. și aparțin parochiei Giurtelecu Șimleului. Biserica nu se știe la care an sʼa edificat. Matriculele sunt dela 1823. Copii la școală sunt 26, dar învǎțǎtor nu este și astfel copiii români cercetează școala ungurească". Autorii acordă o atenție sporită comunităților mai mari, precum aceasta: 
| “ | "Giurtelecu Șimleului (ung. Somlyógyörgytelek, pretura Șimleu) este cea mai mare comună românească din apropiere Șimleului. Locuitorii vechi erau iobagii cetății din Șimleu și aproape toți erau români, la 1733 formau 12 familii, având preot unit pe popa George. Astazi Giurtelecul are 280 fumuri, cu 1237 suflete de religiunea gr. cat. Biserica de peatră sʼa edificat la 1819, cu spesele poporului. Școala confesională acuma se edifică din peatră și are învațător cvalificat cu salar de 1400 cor., din care 800 cor. plătește statul ca ajutor. Copii înscriși la școală au fost 60, cari toți știu ceti și scrie, iar școala de repetițiune [pentru elevii între 12 și 15 ani] are 51 elevi. Adulți știutori de carte sunt peste 120, dintre cari abia 11 știu și ungurește. Hotarul este de 2048 jugăre, dintre cari 1395 sunt în mâna românilor. Prețul unui jugăr de pământ este 600–1200 cor. Alegători sunt 80, dintre cari 40 știu ceti și scrie românește, iar 5 și ungurește". | ” |

## Imagini

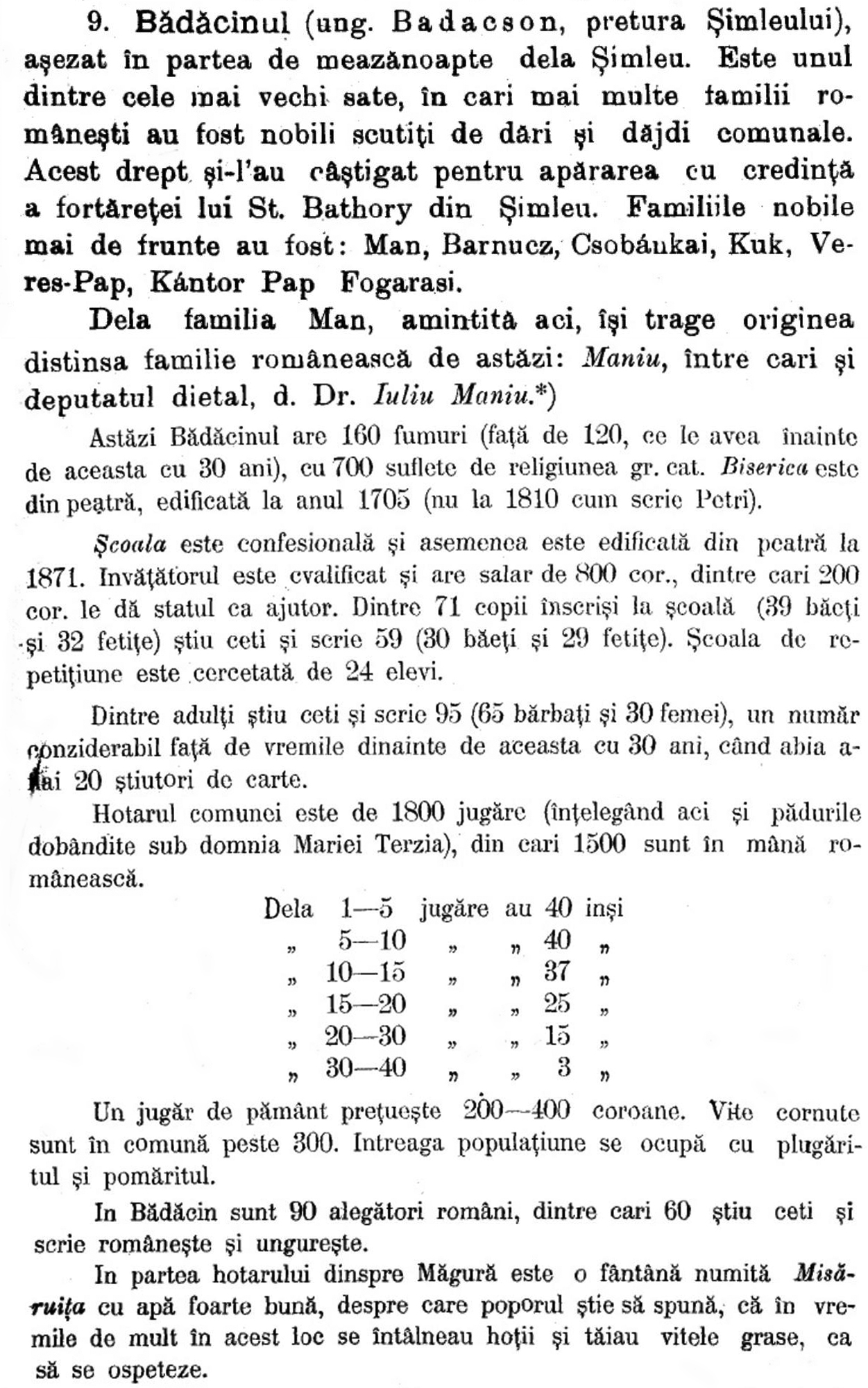
Bădăcin
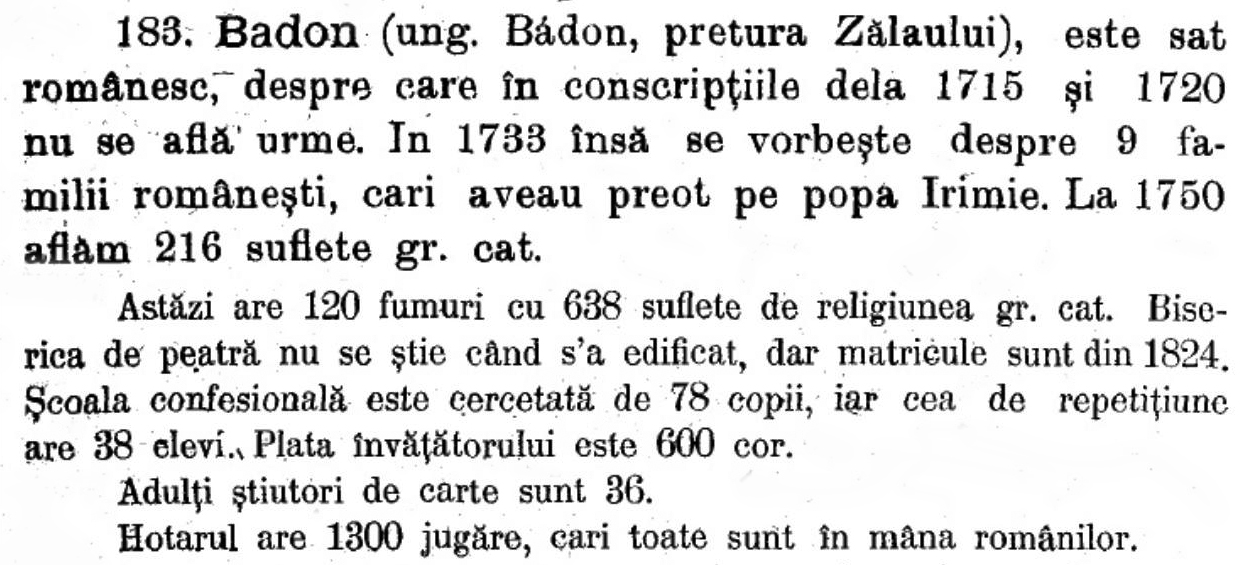
Badon
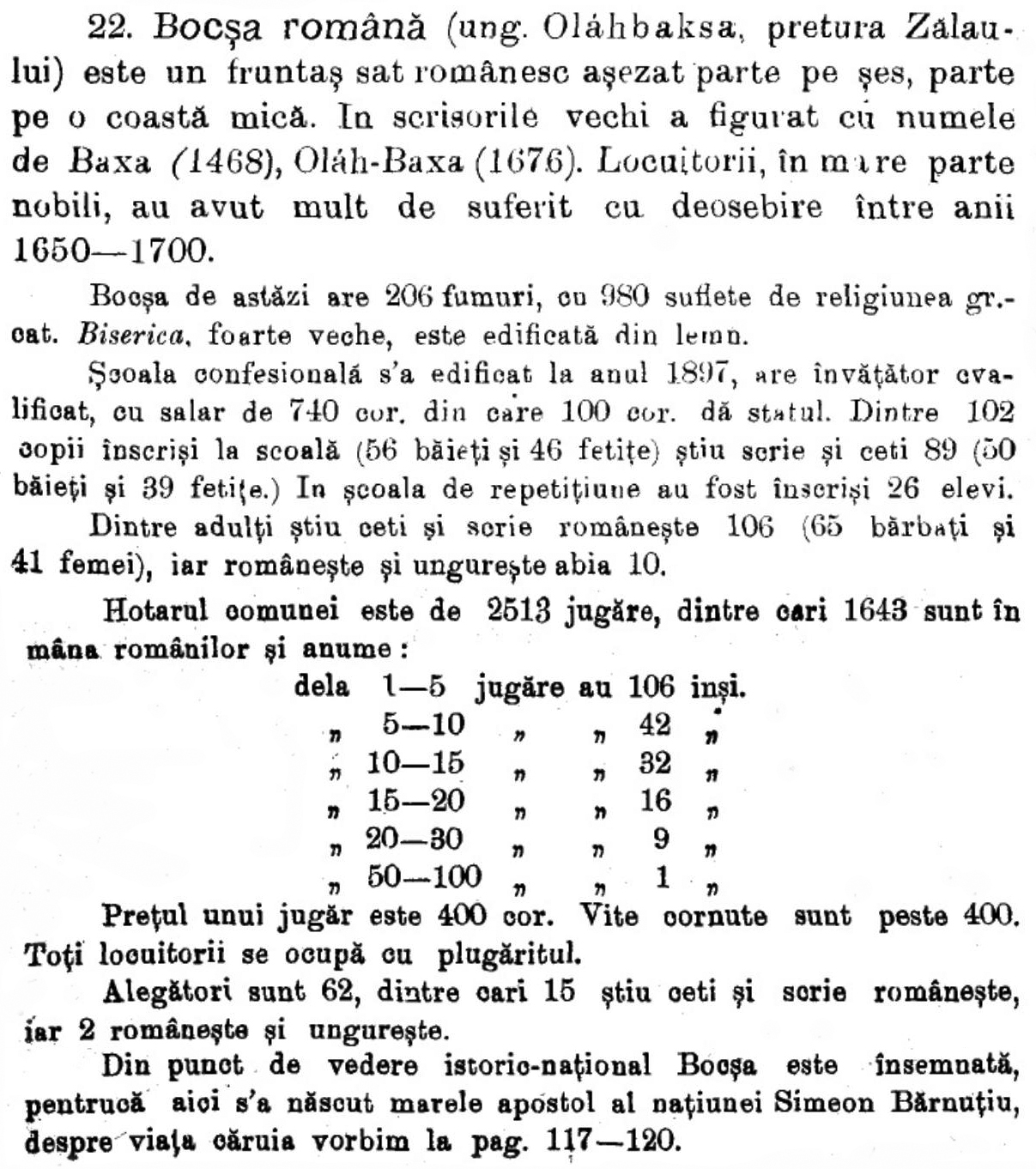
Bocșa
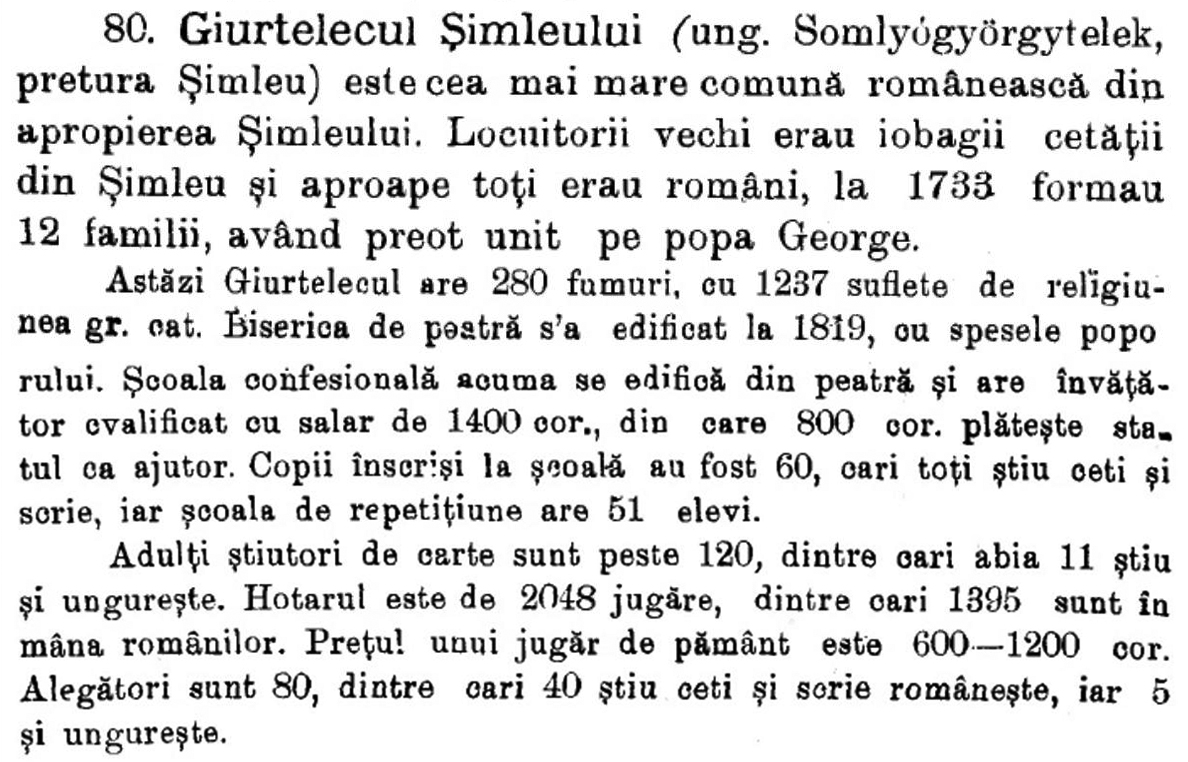
Giurtelecu Șimleului
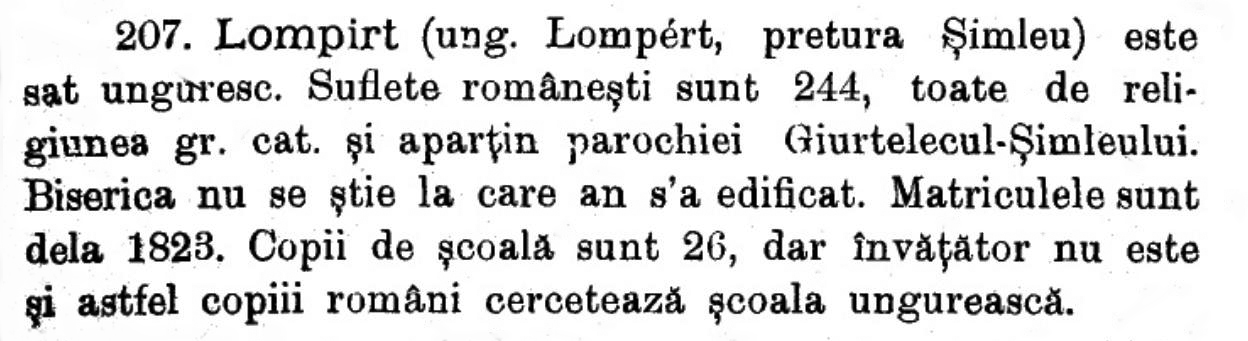
Lompirt
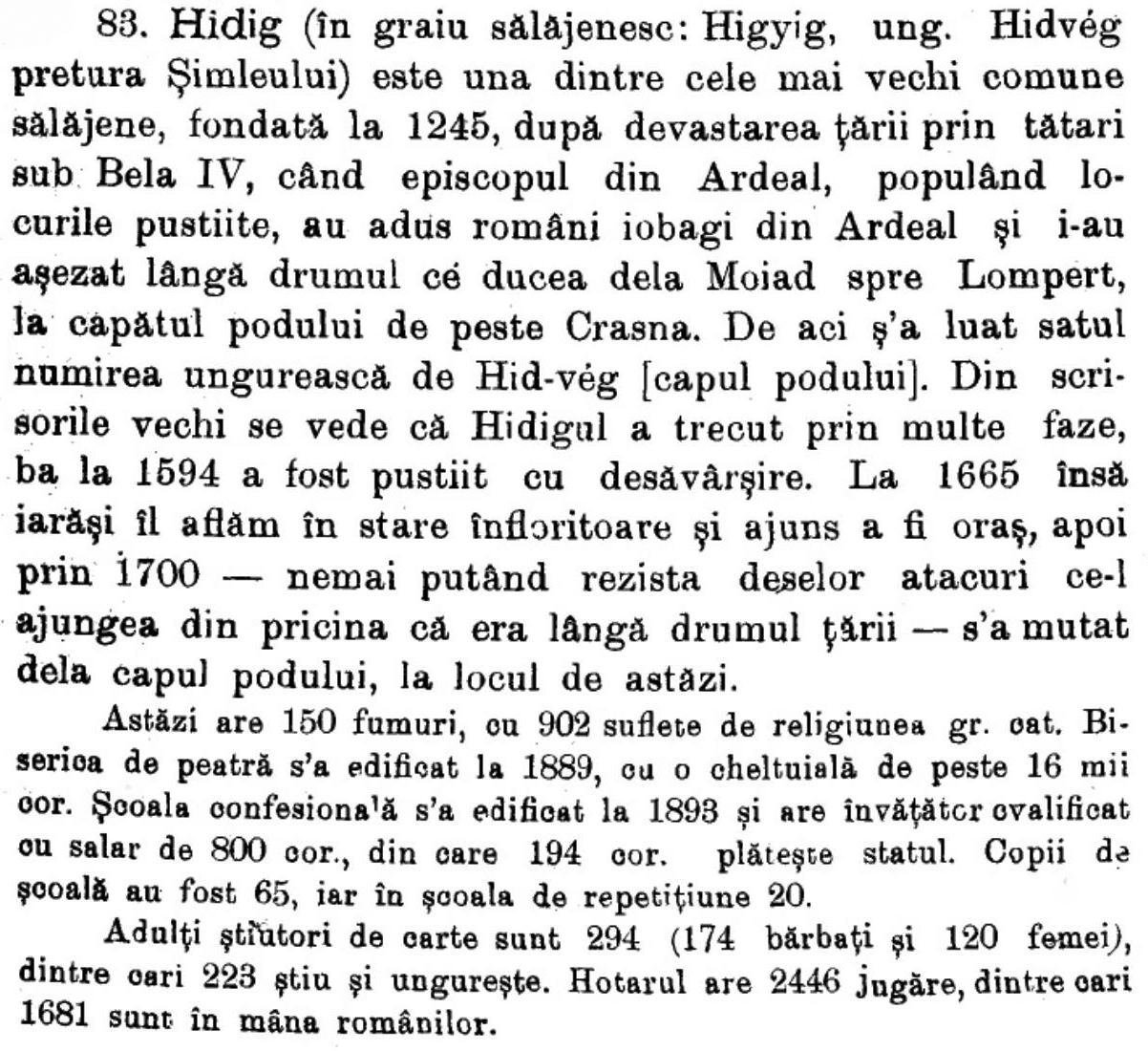
Măeriște